# Yap

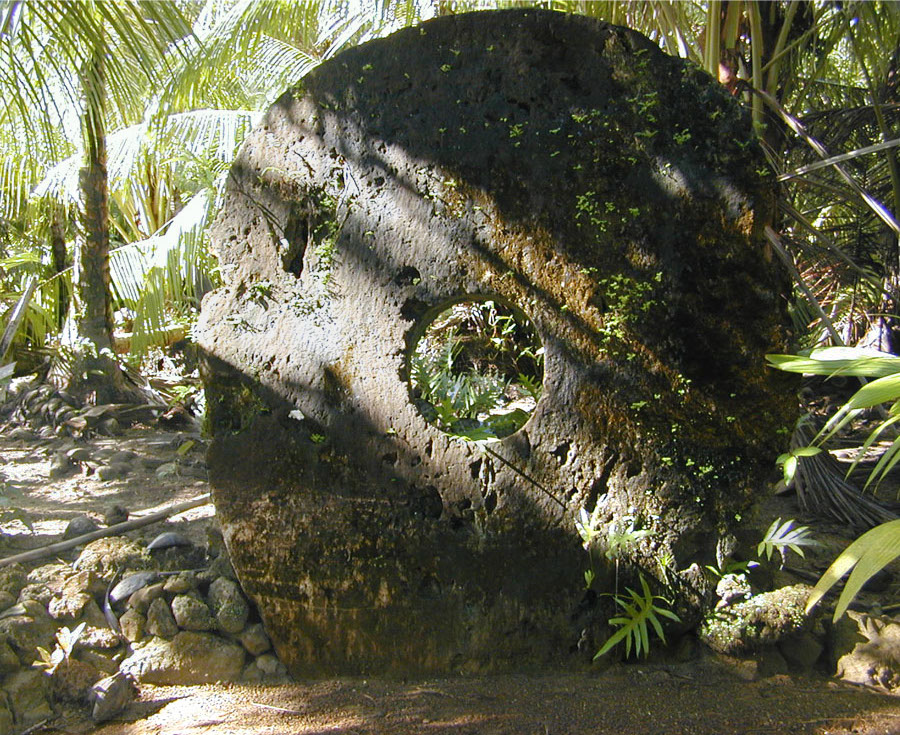
Rai, oftewel Yaps steengeld

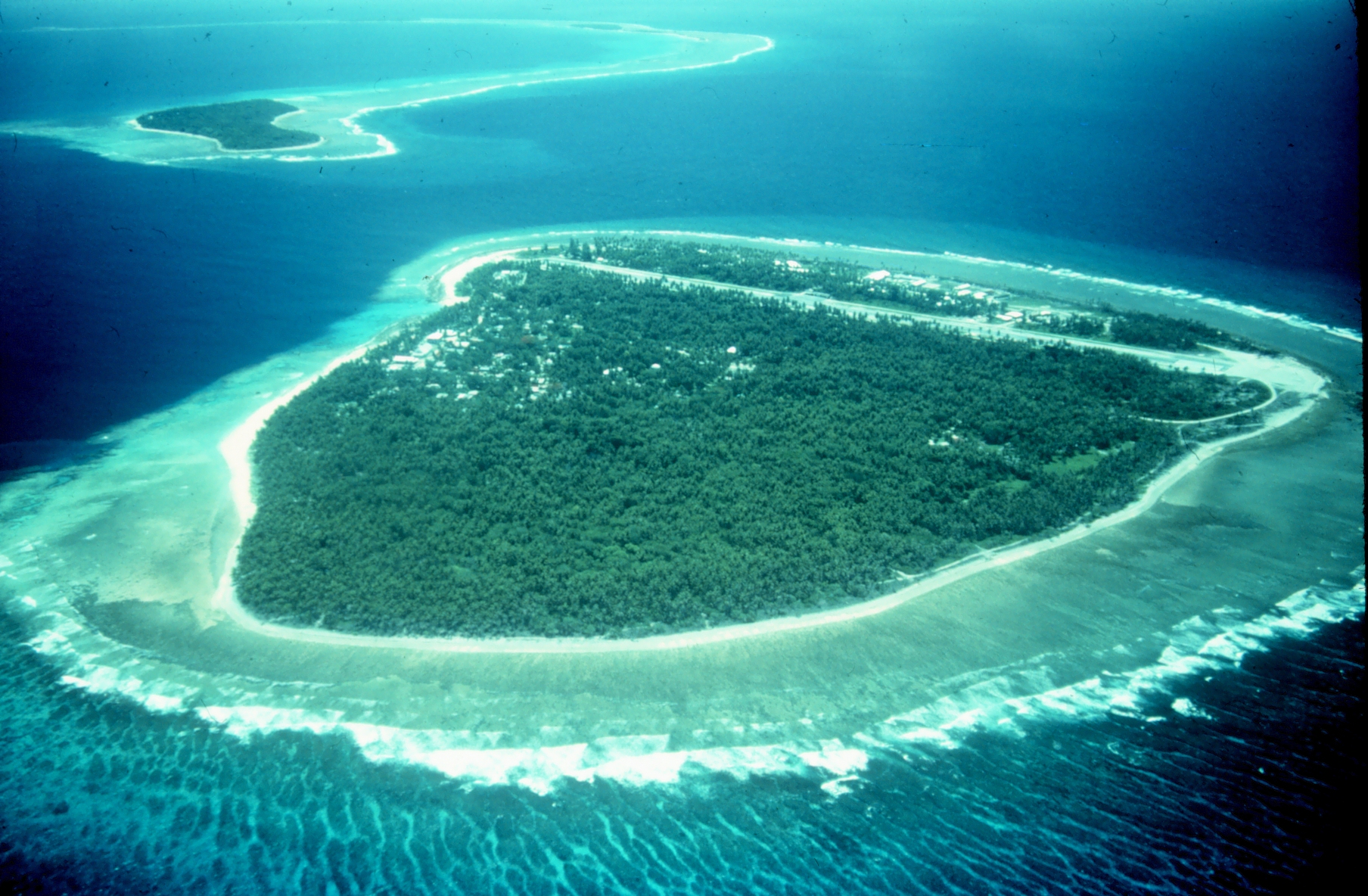
Een van Yaps eilanden

Yap is de westelijkste deelstaat van Micronesië, bestaande uit vier zeer dicht bij elkaar gelegen eilanden die deel uitmaken van hetzelfde koraalrif. Daarnaast vallen enkele ver weg gelegen (tot 800 km) atollen naar het zuiden en oosten onder de deelstaat Yap. Yap is ingedeeld in elf gemeenten, waar in totaal 6300 mensen wonen (2003). De hoofdplaats is Colonia. De officiële taal is het Yapees.
Het landschap van de hoofdeilanden bestaat grotendeels uit glooiende heuvels met dichte begroeiing, met mangroves aan de kust.

## Steengeld
De rai werden op Yap lange tijd als geld gebruikt. Deze ronde stenen, van soms wel drie meter in doorsnee, wisselden weliswaar van eigenaar maar meestal niet van plaats. Aangezien ze erg moeilijk te verplaatsen waren, onthield gewoon iedereen in een dorp welke steen van wie was en bij elke transactie waren getuigen aanwezig. Hierdoor was diefstal dan ook niet mogelijk.
Intussen zijn de rai als ruilmiddel vervangen door de Amerikaanse dollar. Ze zijn wel een symbool van de deelstaat geworden en staan afgebeeld op de lokale nummerborden.
Er liggen een paar duizend van deze stenen over de eilanden.

## Betelcultuur
De traditionele stenen voetpaden in Yap zijn door het massale gebruik en bijbehorend gespuug van de noten van de betelpalm rood gevlekt. Op dit eiland kweekt men kwalitatief erg goede betelnoten en een significant deel van de Yapezen kauwt continu betel; de noten worden vanuit Yap echter ook uitgevoerd.

## Geschiedenis
Yap werd al in het 3e millennium v.Chr. bevolkt door mensen uit Zuidoost-Azië.
In de 16e eeuw werden de eilanden een Spaanse kolonie, voor Spanje van weinig belang echter. In 1898 werden ze onderdeel van het Duitse Keizerrijk. In 1914 werden ze ingenomen door Japan, dat zich aan de zijde van de geallieerden bevond en vanaf 1920 de eilanden, na toekenning door de Volkenbond. als mandaatgebied beheerde.
Tijdens de Tweede Wereldoorlog werd Yap, strategisch gezien niet van belang, niet door de Amerikanen ingenomen maar wel meerdere malen gebombardeerd. Na de oorlog werden deze eilanden opgenomen in het Trustgebied van de Pacifische Eilanden, wat inhield dat nu de VS de eilanden zouden beheren, zoals Spanje, Duitsland en Japan eerder hadden gedaan, zij het met een veel vager en rommeliger beleid.
Op 3 november 1986 trad Yap toe tot de Federale staten van Micronesië.

## Gemeenten
Yap bestaat uit de volgende gemeenten:
- Dalipebinau
- Eauripik
- Elato
- Fais
- Fanif
- Faraulep
- Gaferut Island
- Gagil
- Gilman
- Ifalik
- Kanifay
- Lamotrek
- Map
- Ngulu
- Rull
- Rumung
- Satawal
- Sorol
- Tomil
- Ulithi
- Weloy
- Woleai

## Bereikbaarheid
De eilanden zijn te bereiken via Yap International Airport, op het hoofdeiland Yap. De maatschappij United Airlines onderhoudt verbindingen met Guam. Voor de fusie van Continental Airlines met United Airlines werd de verbinding onderhouden door Continental Micronesia, ook wel Air Mike genoemd.